# Werner Döhler
Werner Döhler (* 12. Februar 1929 in Plauen; † 21. Oktober 2020) war ein deutscher Hochschullehrer. Er war Professor für Politische Ökonomie an der TU Dresden.

## Leben
Döhler begann nach Kriegsende 1945 in einem kommunalen Plauener Baubetrieb eine Zimmermannslehre. 1947 konnte er die damals in Plauen eingerichtete Vorstudienanstalt besuchen, an der 1948 das für ein Studium notwendige Abitur ablegte. Anschließend begann er noch im gleichen Jahr an der damaligen Technischen Hochschule in Dresden ein Studium der Wirtschaftswissenschaften, welches er 1952 mit Diplom abschloss. Danach wurde er zunächst als Assistent am damaligen Institut für Gesellschaftswissenschaften angestellt. 1953 wurde Döhler zum Oberassistent ernannt und blieb bis 1959 am Institut. Während dieser Zeit promovierte er am 26. Oktober 1957 an der Fakultät für Ingenieurökonomie der TH Dresden. Das Thema seiner Dissertation lautete Untersuchungen zu Hauptfaktoren der Entwicklung der ökonomischen Lage der Bergarbeiter im Zwickauer Steinkohlenbergbau im vorigen Jahrhundert und erschien 1963 im VEB Deutscher Verlag für Grundstoffindustrie Leipzig 1963 als Freiberger Forschungshefte der Reihe D Nr. 45 in Druck.
Von 1959 bis 1963 war Döhler als Dozent für Politische Ökonomie an der TH/TU tätig. Danach wechselte er für einige Zeit zum VEB Sachsenwerk Dresden, wo er bis 1965 zunächst als wissenschaftlicher Mitarbeiter, später als Ökonomischer Leiter tätig war. Im Anschluss daran kehrte Döhler wieder zur TU Dresden zurück und war erneut als Dozent für Politische Ökonomie tätig. Gemeinsam mit Heinz Sacher verfasste er 1969 die Habilitationsschrift Das System der fehlerfreien Arbeit und einige Probleme seiner Einführung und Anwendung in der sozialistischen Industrie der Deutschen Demokratischen Republik, die sie in der Sektion Sozialistische Betriebswirtschaft der TU Dresden einreichten. Diese Schrift erschien nicht in Druck.
Nach erfolgter Habilitation wurde Döhler noch 1969 zum ordentlichen Professor für Politische Ökonomie an der Sektion Marxismus-Leninismus der TU Dresden. 1982 war er außerdem als Mitglied der SED Stellvertreter des Leiters der Arbeitsgruppe „Rationelle Energieanwendung“ beim Ministerrat der DDR.
Aufgrund der Abwicklung der Sektion Marxismus-Leninismus 1990 verlor Döhler im Alter von 60 Jahren seine Professur an der TU Dresden.